# ETIM
ETIM (tyska för ElektroTechnisches InformationsModell) är en öppen standard för elektroniskt utbyte av produktdata för elektrisk och elektronisk utrustning genom ett enhetligt klassificeringssystem. 
ETIM en strukturerad modell för produktegenskaper för fler än 5 000 produktklasser inom el-, VVS och byggprodukter. ETIM-modellen är lika i alla länder där den tillämpas.

## ETIM-klassificering
Klassificeringen använder produktklasser, funktioner, värden och synonymer (sökord) som gör det enkelt att hitta rätt produkt. Inom produktklassen klassificeras jämförbara eller "lika" produkter tillsammans.
Produktklassificeringen i sig är ingen "slutprodukt" utan erbjuder en struktur för en elektronisk produktdatabas och applikationer som en webbshop, sökmotor eller konfigurationsprogram. ETIM-klassificeringen är flerspråkig, medianeutral och leverantörsneutral.
Standardisering gör att leverantörer av tekniska produkter kan hittas på basis av klassnamn (även synonymer) eller tekniska egenskaper.

## ETIM organisation
Föreningen ETIM International är det stödjande och styrande organ där ETIM:s medlemmar över hela världen är förenade. Föreningen har sitt officiella säte i Bryssel, Belgien. ETIM representeras lokalt i över 20 länder över hela världen av nationella ETIM-landsorganisationer.
År 2020 fanns det lokala ETIM-organisationer i Österrike, Belgien, Danmark, Estland, Finland, Frankrike, Tyskland, Ungern, Italien, Litauen, Nederländerna, Nordamerika (USA/Kanada/Mexiko), Norge, Polen, Portugal, Ryssland, Slovakien, Slovenien, Spanien, Sverige, Schweiz och Storbritannien.

## Utgivningsformat
Innehållet i ETIM-modellen är identiskt i alla medlemsländer, vilket betyder att alla ETIM-klasser som används i ett land har exakt samma funktioner med samma identifieringskod för alla länder. ETIM har utvecklat ett enhetligt internationellt releaseformat baserat på XML, en modern och flexibel bärare för ETIM-modellen. ETIM IXF-formatet är flerspråkigt, så det kan innehålla flera språkversioner av ETIM-modellen i en fil. För en fullständig och detaljerad formatbeskrivning hänvisas till det separata dokumentet om ETIM IXF.

## Exchange Format Product Data
ETIM-datamodellen är helt enhetlig och skiljer sig bara åt i språket. Utbytesformatet för sekretessbelagda produktdata, som inte ska förväxlas med releaseformatet för datamodellen, ställs dock in och definieras av varje lokal ETIM-organisation individuellt. ETIM International rekommenderar BMEcat®-standarden, som är det vanligaste utbytesformatet inom ETIM-länderna. I vissa länder används dock fortfarande specifika nationella format och accepteras som branschstandard, ibland utöver BMEcat®.

## ETIM-versioner
- "ETIM Clearing Center - Specification Product Data Exchange Format Version 1.02" använder BMEcat 1.01 som bas.
- ETIM BMEcat 1.2 innehåller ETIM-2.0-specifikationen och är anpassad till BMEcat 1.2.
- ETIM version 3.0, 30 maj 2005, på tyska och engelska.
- ETIM version 4.0, 15 januari 2008, på tyska, engelska och holländska.
- Den 27 mars 2008 publicerades en korrigerad version. Ändringarna gäller endast vissa enheter.
- ETIM version 5.0, maj 2011.
- ETIM version 6.0, 29 april 2014
- ETIM version 7.0, 4 september 2017
- ETIM version 8.0, 3 november 2020
- ETIM version 9.0